# Halowe Mistrzostwa Europy w Lekkoatletyce 1978 – skok w dal kobiet
Skok w dal kobiet – jedna z konkurencji technicznych rozgrywanych podczas halowych lekkoatletycznych mistrzostw Europy w hali Palasport di San Siro w Mediolanie. Rozegrano od razu finał 11 marca 1978. Zwyciężyła reprezentantka Czechosłowacji Jarmila Nygrýnová, która tym samym obroniła tytuł zdobyty na poprzednich mistrzostwach.

## Rezultaty
Rozegrano od razu finał, w którym wzięło udział 12 zawodniczek.

Opracowano na podstawie materiału źródłowego.
| Poz. | Zawodniczka        | Reprezentacja   | Próby | Próby | Próby | Próby | Próby | Próby | Wynik |
| Poz. | Zawodniczka        | Reprezentacja   | 1     | 2     | 3     | 4     | 5     | 6     | Wynik |
| ---- | ------------------ | --------------- | ----- | ----- | ----- | ----- | ----- | ----- | ----- |
| 01 ! | Jarmila Nygrýnová  | Czechosłowacja  | 6,16  | 6,44  | 6,46  | 6,62  | 6,61  | 6,55  | 6,62  |
| 02 ! | Ildikó Erdélyi     | Węgry           | x     | 6,07  | 6,28  | x     | 6,29  | 6,49  | 6,49  |
| 03 ! | Sue Reeve          | Wielka Brytania | 6,24  | 6,43  | 6,48  | 6,36  | x     | 6,32  | 6,48  |
| 4.   | Jacqueline Curtet  | Francja         | 6,44  | 6,41  | 6,37  | 6,33  | 6,25  | 5,07  | 6,44  |
| 5.   | Heidemarie Wycisk  | NRD             | 6,31  | 6,29  | 6,34  | 6,34  | 6,38  | 6,20  | 6,38  |
| 6.   | Gina Panait        | Rumunia         | 6,22  | 6,20  | 6,34  | 6,04  | 6,12  | 6,17  | 6,34  |
| 7.   | Anna Włodarczyk    | Polska          |       |       |       |       |       |       | 6,31  |
| 8.   | Karin Hänel        | RFN             |       |       |       |       |       |       | 6,28  |
| 9.   | Vilma Bardauskienė | ZSRR            |       |       |       |       |       |       | 6,15  |
| 10.  | Lidija Guszewa     | Bułgaria        |       |       |       |       |       |       | 6,11  |
| 11.  | Anke Weigt         | RFN             |       |       |       |       |       |       | 6,10  |
| 12.  | Nora Araújo        | Portugalia      |       |       |       |       |       |       | 5,70  |